# ファブ・ファイブ

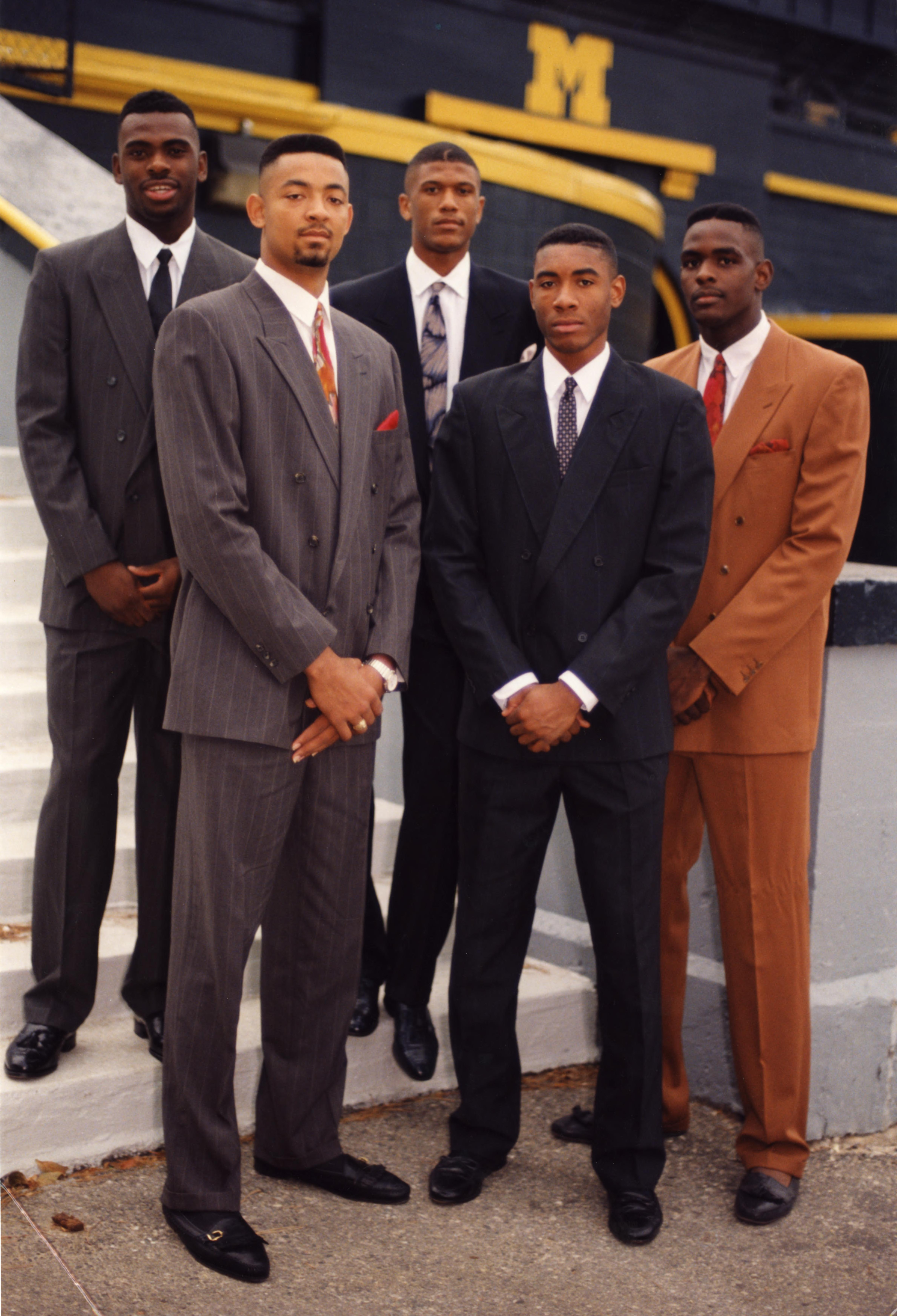
1992年撮影

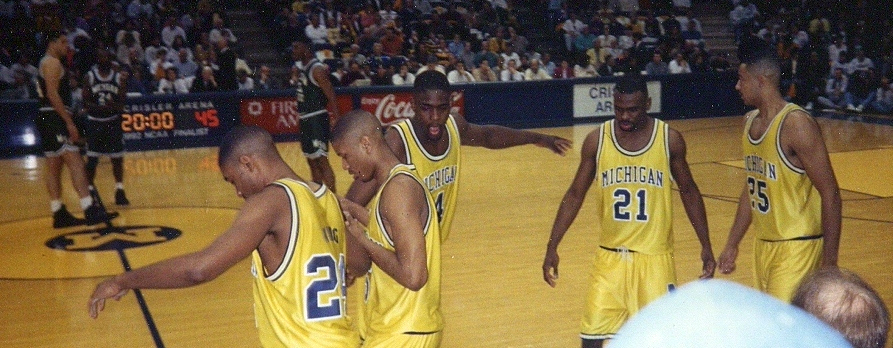
左からジミー・キング、ジェイレン・ローズ、クリス・ウェバー、レイ・ジャクソン、ジュワン・ハワード

『ファブ・ファイブ（Fab Five）』はファビュラス・ファイブ（英:fabulous5）の略称。｢驚異の5人｣の意味。1991-92シーズンにミシガン大学がリクルートしたフレッシュマン(1年生)達の愛称。構成はクリス・ウェバー、ジュワン・ハワード、ジェイレン・ローズ、レイ・ジャクソン、ジミー・キング。先発5人が全員1年生という異例の構成、若さ溢れるプレー、それまでなかったファッション（ド派手なイエローでダボダボのジャージ）、シーズン開幕から衰えぬ快進撃、遂にはNCAAトーナメントファイナル進出と、全米で大きな話題となり、翌年も2年連続となるNCAAトーナメント決勝に進出し一世を風靡した。
2年生のNCAA決勝戦、残り11秒の2点ビハインドのとき、チームのエースでありスターだったクリス・ウェバーは既に使い切っているのにタイムアウトを要求してしまう。これによりテクニカル・ファウル（ペナルティー）を取られ、対戦相手(ノースカロライナ大学)にフリースローを献上。その瞬間ミシガン大の2年越しの全米制覇の夢は終了となってしまった。この際、クリス・ウェバーの気持ちを察した時の大統領・ビル・クリントンは彼に手紙を送り慰めたという（クリス・ウェバーのファンクラブの名前は「タイムアウト」である）。
93年にウェバーがアーリー・エントリーしてからは「ファブ4」としてエリート8（NCAAトーナメントベスト8）、更に翌年、ローズとハワードが抜けてからも「ファブ2」と呼ばれ17勝14敗でスイート16（同ベスト16）進出を果たしている。
因みにフリースローは総じて雑で、ファブ5の成功率は6割前後だった。